# Elana (Virginia Occidental)
Elana es un área no incorporada ubicada en el condado de Roane (Virginia Occidental), Estados Unidos. Está clasificada como un asentamiento humano por el Sistema de Información de Nombres Geográficos. La comunidad lleva el nombre de una marca de polvos faciales.
Aparece registrada en U.S. Geological Survey con fecha de entrada del 27 de junio de 1980. El número de identificación asignado por el Sistema de Información de Nombres Geográficos es 1549670.

## Geografía
Se encuentra a una altitud de 256 m s. n. m. (840 pies) según el Servicio Geológico de Estados Unidos.